# Ośrodek Zapasowy Artylerii Lekkiej nr 9
Ośrodek Zapasowy Artylerii Lekkiej Nr 9 – oddział artylerii Wojska Polskiego II RP z okresu kampanii wrześniowej.
Ośrodek Zapasowy Artylerii Lekkiej nr 9 nie występował w pokojowej organizacji Wojska Polskiego. Był jednostką formowaną zgodnie z planem mobilizacyjnym „W” w Brześciu nad Bugiem, w II rzucie mobilizacji powszechnej. Jednostką mobilizującą był 30 pułk artylerii lekkiej.

## Historia i formowanie
W ramach mobilizacji powszechnej w jej II rzucie z kadry i nadwyżek rezerwistów oraz żołnierzy młodego rocznika z marca 1939: 30 pułku artylerii lekkiej, 20 pułku artylerii lekkiej i 9 pułku artylerii lekkiej, zmobilizowano Ośrodek Zapasowy Artylerii Lekkiej nr 9. Ośrodek ten miał za zadanie przeszkolenie uzupełnień i formowanie baterii marszowych drugiej serii, dla jednostek zmobilizowanych przez 9, 20 i 30 pal.
Etat OZAL nr 9 w/g planu mobilizacyjnego przewidywał:
- dowództwa ośrodka zapasowego
- bateria gospodarcza
- 1 bateria armat typu A
- 2 bateria armat typu A
- 1 bateria haubic typu A
- 1 bateria armat typu B
- 2 bateria armat typu B
- 1 bateria haubic typu B
- bateria łączności[1]

Dowódcą ośrodka został płk art. st. spocz. Michał Zdzichowski Zgodnie z planem ośrodek miał być formowany w oparciu o nadwyżki kadry i rezerwistów pozostałe po zmobilizowaniu pułków artylerii lekkiej i innych pododdziałów przez nich zmobilizowanych, stacjonujących na terenie Okręgu Korpusu nr IX. Sprzęt i uzbrojenie dla formowanego ośrodka było z zasobów 9, 20 i 30 pal, a także zdeponowane w Brześciu. Kadrę i rezerwistów ośrodka stanowiły Oddziały Zbierania Nadwyżek 9, 20 i 30 pal. Mobilizację ośrodka rozpoczęto od pierwszych dni września na terenie koszar 30 pal w twierdzy w Brześciu nad Bugiem. Wszystkie pułki artylerii lekkiej Okręgu Korpusu nr IX zostały zmobilizowane w ramach mobilizacji alarmowej 23 marca 1939. W pułkach po mobilizacji alarmowej z sierpnia 1939 i powszechnej z 31 sierpnia 1939, pozostały znaczne ilości nadwyżek personalnych złożone z rezerwistów i żołnierzy stanu czynnego z poboru w marcu 1939 oraz napływających rezerwistów z mobilizacji powszechnej do ośrodka. W magazynach twierdzy w Brześciu nad Bugiem przechowywano armaty i haubice grupy ćwiczebnej, częściowo o znacznym stopniu zużycia, dla OZAL nr 9. Dodatkowo w nadwyżkach z 9 pal, 20 pal i 30 pal znajdowały się armaty i haubice z grupy ćwiczebnej przewidziane do szkolenia młodego rocznika poborowych, po wyjściu macierzystych pułków na granicę zachodnią i północną.  

## Działania organizacyjne i bojowe OZAL nr 9
Po zakończeniu mobilizacji wszystkich przewidzianych planem oddziałów i pododdziałów, w koszarach 30 pal w cytadeli twierdzy brzeskiej pozostał Oddział Zbierania Nadwyżek 30 pal. W ramach mobilizacji powszechnej w jej II rzucie rozpoczęto mobilizację i formowanie Ośrodka Zapasowego Artylerii Lekkiej nr 9. 5 września do koszar przybyło koleją część OZN 20 pal z Prużany pod dowództwem mjr Witolda Gadomskiego. Reszta dotarła marszem pieszym 8 września. Do organizowanego Ośrodka zgłaszali się żołnierze rezerwiści mający karty powołania do koszar 30 pal, realizowano pobór koni i wozów konnych dla potrzeb Ośrodka. Wiadomo, że do OZAL nr 9 dołączyły nadwyżki III dywizjonu 9 pal z Białej Podlaskiej pod dowództwem por. Stanisława Czarkowskiego, w sile 3 podoficerów i ok. 60-80 kanonierów z 20 końmi. Nie jest pewne, czy dołączył do Ośrodka, OZN 9 pal z Siedlec w sile ok. 1000 żołnierzy pod dowództwem kpt. Ryszarda Tomasza Ługowskiego, który podjął marsz pieszy 8 lub 9 września. Z uwagi na dość duży stan zasobów osobowych, w tym żołnierzy młodego rocznika z poboru w marcu 1939, sformowano w OZAL nr 9 dwa dywizjony artylerii, każdy o składzie 2 baterii armat i 1 baterii haubic z elementami łączności i zwiadem zbliżone organizacją do dywizjonów bojowych. Brak było wystarczającej ilości taborów i kolumn amunicyjnych. W magazynach twierdzy znaleziono dodatkowo więcej dział niż przewidywał, to etat Ośrodka Zapasowego, były to częściowo mocno zużyte i o ograniczonej zdolności i sprawności technicznej działa z grupy ćwiczebnej, służące do szkolenia w działoczynach. Do OZAL nr 9 dołączono zmobilizowane wcześniej baterie marszowe 20 i 30 pal. Bateria marszowa 9 pal również maszerowała razem OZN 9 pal z Siedlec. 10 września rozkazem dowództwa OK IX podjęto organizację dwóch dywizjonów bojowych z przeznaczeniem dla dwóch zgrupowań bojowych formowanych dla obrony Brześcia i Polesia.   
- improwizowany dywizjon 12 armat 75 mm wz.1897, który nazwano 49 dywizjon artylerii lekkiej pod dowództwem mjr. Stanisława Komornickiego. Dywizjon składał się z 1 i 2 baterii i dowództwa dywizjonu ze zwiadem i łącznością z żołnierzy 30 pal. Baterię haubic dywizjonu wymieniono na baterię armat z dywizjonu 20 pal. Dywizjon ten stanowił artylerię organiczną dla Zgrupowania „Brześć”[6].
- improwizowany dywizjon haubic 100 mm wz. 1914/19, który nazwano V dywizjon 20 pal pod dowództwem mjr. Wacława Gadomskiego, a od nocy 11/12 września dywizjonem dowodził mjr Stanisław Olechowski. Dywizjon składał się z dowództwa dywizjonu, 4 baterii haubic oraz ze zwiadu i łączności z 20 pal i 5 baterii haubic z 30 pal. Dywizjon miał stanowić artylerię organiczną Dywizji „Kobryń”[7][3]. Nocą 11/12 września wymaszerował do Kobrynia.
- improwizowanej grupy artylerii (bez zaprzęgów) pozycyjnej pod dowództwem mjr. Tadeusza Dynowskiego z 2 działonami armat 75 mm wz.1897, 2 działonami haubic 100 mm wz. 1914/19, 2 działonami haubic 155 mm wz.1917. Dla obrony cytadeli w Brześciu podporządkowany mjr S. Komornickiemu jako dowódcy artylerii Grupy „Brześć”[8].

Po sformowaniu tych improwizowanych dywizjonów i grupy, 11 września wieczorem pozostały skład osobowy, nadwyżki koni i taboru odmaszerowały w kierunku Kobrynia i Kamienia Koszyrskiego. W trakcie marszu okrężną drogą dywizjon zapasowy 20 pal z mjr Wacławem Gadomskim na skrzyżowaniu szos Włodawa-Kobryń i Brześć-Kowel, na północ od Małoryty został zaatakowany przez podjazd niemieckiej 3 Dywizji Pancernej. Poległo ok. 20 oficerów i kanonierów, wśród nich mjr. Wacław Gadomski. Następnie pozostałość OZAL nr 9 pomaszerowała do Pińska, gdzie dostała się do sowieckiej niewoli.   
49 dywizjon artylerii lekkiej w kampanii wrześniowej
Działalność bojową 49 dywizjonu artylerii lekkiej i grupy artylerii pozycyjnej mjr. Tadeusza Dynowskiego w obronie twierdzy brzeskiej opisano w odrębnym artykule.   
Dywizjon V/20 pułku artylerii lekkiej w kampanii wrześniowej
W nocy 11/12 września dywizjon wymaszerował z twierdzy brzeskiej do Kobrynia, gdzie wszedł w skład Dywizji „Kobryń” pod dowództwem płk. Adama Eplera. Dywizjon po wymarszu z Brześcia składał się z dowództwa i 4 działowej baterii haubic z nadwyżek 20 pal oraz dwudziałowej baterii haubic i kolumny amunicyjnej sformowanej z nadwyżek 30 pal. Kolumna amunicyjna składała się ze 120 wozów, na których było ponad 2 jednostki ognia. Stan osobowy dywizjonu ukompletowany, uzbrojenie w broń strzelecką w całości dla obsług, reszta dozbrojona w dniach 17 i 18 września. Umundurowanie złe, głównie w drelichy, bez płaszczy, tylko z jednym kocem. Sprzęt łączności stary i zużyty w 2/3 etatu. 13 września rano po przybyciu do Zalesia koło Kobrynia baterie zajęły stanowiska do prowadzenia ognia na wprost jako artyleria przeciwpancerna. Oficerowie dywizjonu i patrole żołnierzy prowadzili punkty zborne dla żołnierzy maszerujących na wschód szosą brzeską na Kowel. 14 września w skład dywizjonu włączono baterię artylerii konnej z trzema armatami 75 mm wz.1902/26 pod dowództwem kpt. st. spocz. Eustachego Zadory-Zadoreckiego sformowaną w Ośrodku Zapasowym Artylerii Konnej nr 3.  Tego dnia bateria artylerii konnej kpt. st. spocz. Eustachego Zadory-Zadoreckiego  i bateria haubic por. Tadeusza Buszko, zajęły stanowiska jako artyleria ppanc., bateria haubic kpt. rez. Józefa Kaputy stanowiła artylerię ogólnego działania do ognia pośredniego. 16 września w trakcie ciężkich walk z oddziałami niemieckiej 2 DPZmot. dywizjon utracił jedną armatę z baterii konnej i jedną haubicę z baterii 5, które działały jako działa ppanc. 4 bateria prowadziła ostrzał oddziałów niemieckich w trakcie walk o folwarki Gubernia. Tego dnia wystrzeliła ok. 200 pocisków na odległość od 6 000 m do 7 000 m, ogniem z mapy i obserwowanym ok. 40 pocisków. Po odparciu natarcia oddziałów niemieckiej 2 DPZmot., wojska niemieckie rozpoczęły odwrót na zachód z uwagi na wkroczenie wojsk sowieckich w granicę II RP. V Dywizjon wraz Dywizją „Kobryń” wycofały się do lasów w rejonie Dywina. 19 września dywizjon osiągnął Borki. Nocą 19/20 dywizjon maszerował szosą Brześć-Kowel, w kierunku Kowla. 21 września we wsi Górniki uzupełniono uprząż z baterii OZAL nr 4  i uzyskano pełną sprawność transportową. Następnie poprzez okolice Ratna osiągnięto 22 września Piaseczno, gdzie towarzysząca piechota stoczyła walkę z dużą grupą dywersantów ukraińskich. 24 września dotarł V/20 pal do Krymna, a 25 września do Ratna. 26 września dywizjon osiągnął Piszczę, podczas marszu wydzielano do maszerujących batalionów piechoty 60 Dywizji Piechoty „Kobryń” jako straż przednią lub tylną w charakterze bezpośredniego wsparcia, plutony lub działony artylerii. Z dywizjonu wyłączono baterię artylerii konnej z OZAK nr 3 i przydzielono do Podlaskiej Brygady Kawalerii. 27 września rano dywizjon przekroczył Bug w bród w okolicach Włodawy. 28 września dywizjon zajął stanowiska w rejonie szosy do Lublina. 29 września w rejonie Puchowej Góry V dywizjon był ostrzelany przez eskadrę samolotów sowieckich. Po marszu w rejon lasu majątku Milanów w nocy 29/30 września, po dotarciu w ten rejon 4 bateria oddaje trzy strzały do podchodzących wojsk sowieckich. Rano 1 października dywizjon prowadzi marsz do wsi Krasew, na zachód od szosy Radzyń-Kock, gdzie odpoczywał. W skład dywizjonu włączono baterię złożoną z armat 75 mm bez przyrządów celowniczych, pod dowództwem kpt. rez. Rafała Ekielskiego. Nocą 2/3 października nastąpiło przegrupowanie dywizjonu do rejonu Horodzieżki, tam zajęto stanowiska ogniowe. 4 października nastąpiło przekazanie jednej haubicy z 4 baterii do 5 baterii. Nocą 4/5 października V dywizjon zajął stanowiska w pobliżu gajówki Ofiara, na północ od wsi Lipiny i Woli Gułowskiej. Cały dzień 5 października dywizjon prowadził ostrzał oddziałów niemieckich. 4 bateria z rejonu leśniczówki Krzywda, a 5 bateria z rejonu Lipin. 5 bateria wspierała 184 pułk piechoty, 4 bateria pozostałe pułki dywizji z zakrytych stanowisk ogniowych. Bateria armat 75 mm jako artyleria piechoty i ppanc umiejscowiona była wśród nacierających pułków. Strzelania prowadziła metodą „celując, po lufie”. Wieczorem ok. godz. 21.00 V dywizjon zaprzestał ostrzału, po wyczerpaniu niemal całej amunicji. Skoncentrował się w rejonie gajówki w Krzywdzie, gdzie został ostrzelany przez artylerię niemiecką i poniósł straty osobowe. 6 października dywizjon złożył broń w Woli Gułowskiej.

## Obsada personalna
- Dowódca OZAL nr 9 - płk st. spocz. Michał Zdzichowski

- dowódca dywizjonu 20 pal - mjr. Wacław Gadomski (do + 15 IX 1939)

- dowódca dywizjonu 30 pal - ppłk Stefan Wierzbicki

Oddziały bojowe wydzielone z OZAL nr 9
49 dywizjon artylerii lekkiej
- dowódca dywizjonu – mjr Stanisław II Komornicki (ur. 26 VIII 1898)
- oficer zwiadowczy – ppor. Jan Sztejnbis
- oficer łączności – por. rez. Paweł Durko
- oficer płatnik - ppor. rez. Henryk Kwiatkowski[17]
- dowódca 1 baterii – kpt. art. Arseni Mielniczuk
  - dowódca I plutonu - ppor. rez. lekarz Jerzy Żelichowski[18]
  - dowódca II plutonu - ppor. rez. art. Andrzej Błeszczyński[19]
- dowódca 2 baterii – kpt. rez. Marian Westfalewicz
  - oficer ogniowy – ppor. Antoni Witold Lipiński
  - dowódca plutonu – ppor. rez. mgr Józef Roszkowski (poległ 14 IX)
- dowódca 3 baterii – kpt. Tadeusz Janiszewski
  - oficer ogniowy – por. Piotr Lebiedzki

dywizjon V/20 pułku artylerii lekkiej
- dowódca dywizjonu - mjr. Stanisław Olechowski, kpt. rez. Ludwik Łoś
- oficer zwiadowczy - ppor. Mikołaj Hałaczkiewicz (do 15 IX)
- oficer obserwacyjny - ppor. rez. Mieczysław Dębski
- dowódca 4 baterii haubic (20 pal) - por. Józef Głowacz, kpt. rez. Józef Kaputa (do 17 IX), por. rez. Stanisław Bańka (do 29 IX), por. Piotr Lebiedzki (do 3 X), kpt. Tadeusz Jabłoński (od 4 X)
  - oficer ogniowy - ppor. Mikołaj Hałaczkiewicz
  - dowódca I plutonu - ppor. rez. Stefan Grablis
  - dowódca II plutonu - ppor. rez. Tadeusz Goethel
- dowódca 5 baterii haubic (30 pal) - por. Tadeusz Buszko
- oficer ogniowy - ppor. Kazimierz Wagner
  - dowódca I plutonu - ppor. rez. Eugeniusz Boboli[21]
  - dowódca II plutonu - ppor. rez. Stanisław Landau
- dowódca kolumny amunicyjnej (30 pal) - por. st. spocz. Józef Zieliński
- dowódca baterii artylerii konnej (z OZAK nr 3)(do 26IX) - kpt. st. spocz.  Eustachy Zadora-Zadorecki
  - dowódcy działonów - ppor. rez. Juliusz Pollack, ppor. rez. Konstanty Achmatowicz, ppor. rez. Piotr Tucewicz, ppor. rez. Andrzej Umiastowski.
- dowódca baterii armat 75 mm (bez przyrządów celowniczych) (od 28 IX) - kpt. rez. Rafał Ekielski

grupa/bateria artylerii pozycyjnej (6 dział bez zaprzęgów) - mjr Tadeusz Dynowski
- dowódca plutonu haubic 100 mm - ogn. Trofim Tarasiewicz[22]
- dowódca plutonu haubic 155 mm - por. Bronisław Adamski[22]